# SUNNY DAY SONG/?←HEARTBEAT
- ラブライブ! > μ's > SUNNY DAY SONG/?←HEARTBEAT
- ラブライブ! > ラブライブ!のディスコグラフィ > SUNNY DAY SONG/?←HEARTBEAT

「SUNNY DAY SONG/?←HEARTBEAT」（サニーデイ・ソング/ハテナ ハートビート）は、2015年7月8日にLantisから発売されたμ'sによるシングルで、楽曲は劇場版『ラブライブ！The School Idol Movie』の挿入歌。

## 概要
劇場版『ラブライブ！The School Idol Movie』の挿入歌第2弾。劇中歌を2曲収録した両A面シングル。
表題曲「SUNNY DAY SONG」、もう一つの表題曲「?←HEARTBEAT」はともに挿入歌として使用された。
初回生産分には「μ'sと秘密のランデヴー☆カード」が1枚（全9種）ランダムで付属する。ジャケットは2015年6月27日に公開された。
キャッチコピーは「みんなで作る、最高のライブ！」。

## チャート成績
7月7日付のオリコンデイリーランキングでは33,223枚を売り上げ2位にランクイン。翌日7月8日付では22,753枚を売り上げ1位にランクインした。7月20日付のオリコン週間ランキングでは初動8.6万枚を売り上げ週間2位にランクイン。『ラブライブ！』の作品としては最も高い初動となった。また、「Angelic Angel/Hello,星を数えて」も5位にランクインし、2作同時TOP5入りを記録。キャラクターによる2作同時週間TOP5入りは、放課後ティータイムの「Singing!」「Unmei♪wa♪Endless!」が2011年12月19日付で記録して以来、4年ぶりの快挙となった。
翌週の7月27日付では2.0万枚を売り上げて6位にランクイン。2位にランクインした「僕たちはひとつの光/Future style」、9位の「Angelic Angel/Hello,星を数えて」と共に3枚同時TOP10入りを果たした。また、累計10.7万枚となり、『ラブライブ！』のシングル作品としては最も速い10万枚突破となった。
サウンドスキャンの週間ランキングでは「Angelic Angel/Hello,星を数えて」に続いて2週連続で1位を獲得した。また、ビルボードにおいてもHot Animationで2週連続1位を獲得した。

## 収録曲
1. SUNNY DAY SONG [4:47]
  - 作詞：畑亜貴、作曲・編曲：倉内達矢
  - 歌：μ's
  - 劇場版『ラブライブ！The School Idol Movie』劇中歌
  - 劇中ではA-RISEをはじめ、多数のスクールアイドルがライブに参加している。また、TV第2期第13話の挿入歌「Happy maker!」に引き続き、雪穂と亜里沙・穂乃果の同級生3名・一部のμ'sメンバーの家族[注 2]・アルパカ2匹・アキバのレポーター・他の一部の一般女性達も登場している。
  - 衣装はキービジュアルとしても使われている。
  - CD収録版と映画版では演出的理由で間奏が異なり、映画版はサウンドトラックに収録されている[7]。
  - 劇中では｢スクールアイドルみんなの歌｣として、作曲は西木野真姫が綺羅ツバサのアイデアを取り入れて作り、作詞は園田海未と統堂英玲奈が全国から集まった言葉の中から選んで作ったという設定。
2. ?←HEARTBEAT [3:33]
  - 作詞：畑亜貴、作曲・編曲：本田光史郎
  - 歌：絢瀬絵里（南條愛乃）、東條希（楠田亜衣奈）、矢澤にこ（徳井青空）
  - 劇場版『ラブライブ！The School Idol Movie』挿入歌
3. SUNNY DAY SONG (Off Vocal) [4:46]
4. ?←HEARTBEAT (Off Vocal) [3:32]